# Castiglione del Lago

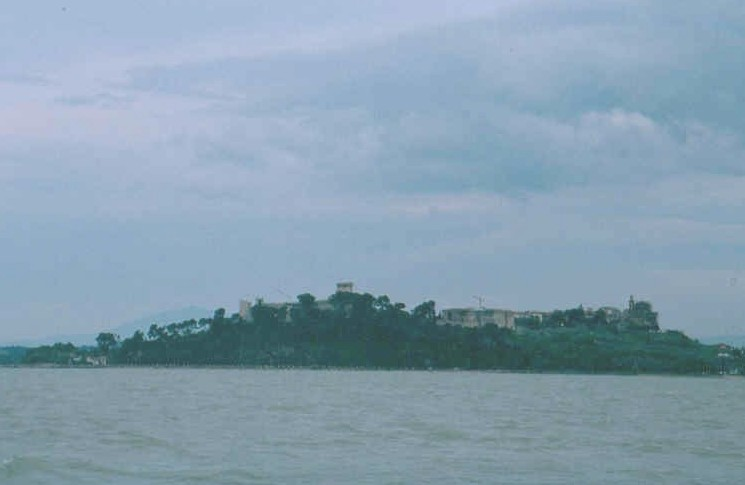
Castiglione del Lago

Castiglione del Lago – miejscowość i gmina we Włoszech, w regionie Umbria, w prowincji Perugia.
Według danych na rok 2004 gminę zamieszkiwało 14 186 osób, 69,2 os./km².

## Współpraca
- Trappes, Francja
- Kopřivnice, Czechy
- Lempäälä, Finlandia